# Suminagashi (Stahlsorte)
Suminagashi (jap.　墨流し, „verlaufene Tusche“ – abgeleitet von der japanischen Marmorierungstechnik) ist eine japanische Art des Damaszenerstahls. Es handelt sich dabei um einen sogenannten Schweißverbundstahl, bei dem Stähle unterschiedlicher Kohlenstoffgehalte und Legierungsbestandteile lagenweise miteinander verbunden werden. Durch Ätzungen können die Lagen sichtbar gemacht werden und bilden dann einen besonders ästhetischen Anblick.
Suminagashi wird oft bei hochwertigen Laminatstahl-Klingen als dekorative Stützlage verwendet; die Schneidlage ist dabei meist aus Monostahl, seltener aus Gerbstahl.